# Issatchenkia
Issatchenkia Kudryavtsev – rodzaj grzybów należący do rodziny Saccharomycetaceae. Grzyby jednokomórkowe zaliczane do drożdży.

## Systematyka
Pozycja w klasyfikacji według Index Fungorum: Saccharomycetaceae, Saccharomycetales, Saccharomycetidae, Saccharomycetes, Saccharomycotina, Ascomycota, Fungi.
Takson utworzył Vladimir Ilich Kudryavtsev w 1960 r. Synonimy:
- Enantiothamnus Pinoy, in Brault & Masselot 1911
- Endoblastomyces Odinzowa ex Kudryavtsev 1960
- Endoblastomyces Odinzowa 1947[3].

Gatunki:
- Issatchenkia hanoiensis Thanh, Hai & Lachance 2003[4]
- Issatchenkia orientalis Kudryavtsev 1960

Nazwy naukowe według Index Fungorum